# Niger (Toreut)
Niger war ein antiker römischer Toreut (Metallbildner), der in der zweiten Hälfte des 1. Jahrhunderts in Italien tätig war.
Niger ist heute nur noch aufgrund eines Signaturstempels auf dem Fragment einer Bronzekasserolle bekannt. Diese wurde in Szombathely (Ungarn), dem antiken Savaria, gefunden. Sie befindet sich heute in der Antikensammlung Berlin.

## Einzelbelege
1. ↑  Inventarnummer 10.160; Richard Petrovszky: Studien zu römischen Bronzegefäßen mit Meisterstempeln. Leidorf, Buch am Erlbach 1993, S. 280, Nr. N.11.01.

| Personendaten    | Personendaten                              |
| ---------------- | ------------------------------------------ |
| NAME             | Niger                                      |
| KURZBESCHREIBUNG | antiker römischer Toreut                   |
| GEBURTSDATUM     | 1. Jahrhundert v. Chr. oder 1. Jahrhundert |
| STERBEDATUM      | 1. Jahrhundert oder 2. Jahrhundert         |